# Hutchinsia
Hutchinsia es un género de plantas con flores de la familia Brassicaceae. Es considerado sinónimo de Hornungia.

## Especies
- Hutchinsia alpina
- Hutchinsia procumbens